# Landgericht Conitz
Das Landgericht Conitz (auch Landgericht Konitz) war ein preußisches Gericht der ordentlichen Gerichtsbarkeit im Bezirk des Oberlandesgerichtes Marienwerder mit Sitz in Conitz.

## Geschichte
Das königlich preußische Landgericht Conitz wurde mit Wirkung zum 1. Oktober 1879 als eines von fünf Landgerichten im Bezirk des Oberlandesgerichtes Marienwerder gebildet. Der Sitz des Gerichtes war Conitz. Das Landgericht war danach für die Kreise Conitz, Tuchel, Schlochau und Flatow zuständig. Ihm waren folgende neun Amtsgerichte zugeordnet:
| Amtsgericht                     | Sitz                | Bezirk |
| ------------------------------- | ------------------- | --- |
| Amtsgericht Baldenburg          | Baldenburg          | aus dem Kreis Schlochau der Stadtbezirk Baldenburg und die Amtsbezirke Eickfier und Grabau, der Amtsbezirk Flötenstein ohne den Gemeindebezirk Bölzig, den Amtsbezirk Schönau ohne die Gemeindebezirke Fernheide und Demmin, den Amtsbezirk Zanderbrück ohne den Gemeindebezirk Wehnersdorf sowie die Gemeindebezirke Starken, Steinforth und Darsen aus dem Amtsbezirk Starsen            |
| Amtsgericht Conitz              | Conitz              | Kreis Conitz |
| Amtsgericht Flatow              | Flatow              | der Kreis Flatow, ohne die Teile, die den Amtsgerichten Vandsburg und Zempelburg zugeordnet waren |
| Amtsgericht Preußisch Friedland | Preußisch Friedland | aus dem Kreis Schlochau die Stadtbezirke Preußisch Friedland und Landeck und die Amtsbezirke Landeck und Peterswalde sowie aus dem Amtsbezirk Barkenfelde die Gemeindebezirke Heinrichswalde und Stretzin, aus dem Amtsbezirk Krummensee der Gemeindebezirk Krummensee und aus dem Amtsbezirk Mossin der Gemeindebezirk Steinborn                                                          |
| Amtsgericht Hammerstein         | Hammerstein         | aus dem Kreis Schlochau der Stadtbezirk Hammerstein und die Amtsbezirke Hammerstein, Krummensee ohne den Gemeindebezirk Krummensee, den Amtsbezirk Loosen ohne den Gemeindebezirk Elsenau, den Amtsbezirk Stegers ohne den Gemeindebezirk Förstenau, die Gemeindebezirke Demmin und Fernheide aus dem Amtsbezirk Schönau und der Gemeindebezirk Wehnersdorf aus dem Amtsbezirk Zanderbrück |
| Amtsgericht Schlochau           | Schlochau           | der Kreis Schlochau, ohne die Teile, die den Amtsgerichten Baldenburg, Preußisch Friedland und Hammerstein zugeordnet waren |
| Amtsgericht Tuchel              | Tuchel              | Kreis Tuchel |
| Amtsgericht Vandsburg           | Vandsburg           | aus dem Kreis Flatow der Stadtbezirk Vandsburg und die Amtsbezirke Jastrzembke, Neuhof, Suchoronczek, Zakrzewke und Teilen der Amtsbezirke Sotznow, Komierowo und Sypniewo |
| Amtsgericht Zempelburg          | Zempelburg          | aus dem Kreis Flatow die Stadtbezirke Camin und Zempelburg und die Amtsbezirke Groß Lutau, Klein Lutau, Plötzig, Waldau, Wordel und Groß Zirkwitz sowie Teile der Amtsbezirke Komierowo und Sotznow |

Der  Landgerichtsbezirk  hatte 1880 zusammen 199.813 Einwohner. Am Gericht waren ein Präsident, ein Direktor und sieben Richter tätig. Im Jahre 1906 wurde das Amtsgericht Czersk gebildet und dem Landgericht Conitz zugeordnet. Der Sprengel des Landgerichtes Conitz kam aufgrund des Versailler Vertrages 1919 zu Polen, und das Landgericht stellte seine Arbeit ein. Im Jahre 1939 wurde Polen deutsch besetzt, und das Landgericht Konitz wurde wieder eingerichtet. Das Landgericht wurde nun dem Oberlandesgericht Danzig nachgeordnet. Nachgelagert waren jetzt die Amtsgerichte Czersk, Konitz, Tuchel, Vandsburg und Zempelburg.
Im Jahre 1945 wurden der Landgerichtsbezirk unter polnische Verwaltung gestellt und die deutschen Einwohner vertrieben. Damit endete auch die Geschichte des Landgerichtes Conitz und seiner Amtsgerichte.